# Кузьминці (Хмельницький район)
Ку́зьминці — село в Україні,  у Теофіпольській селищній громаді Хмельницького району Хмельницької області. Населення становить 432 осіб. До 2020 орган місцевого самоврядування — Поляхівська сільська рада.

## Історія
Перша згадка про село міститься в документі архіву князів Сапєгів. Зокрема, в угоді від 17 серпня 1582 року між князями Стефана Корибутовичем Збаразьким — троцьким воєводою, і Костянтином Костянтиновичем Острозьким — київським воєводою, про добровільне розмежування їхніх земель. Назва села, очевидно, походить від імені його засновника.
7 (20) листопада 1917 року, відповідно до.Третього Універсалу Української Центральної Ради, увійшло до складу Української Народної Республіки.
12 червня 2020 року, відповідно до розпорядження Кабінету Міністрів України № 727-р «Про визначення адміністративних центрів та затвердження територій територіальних громад Хмельницької області», увійшло до складу Теофіпольської селищної громади.
19 липня 2020 року, в результаті адміністративно-територіальної реформи та ліквідації Теофіпольського району, село увійшло до складу Хмельницького району.

## Галерея

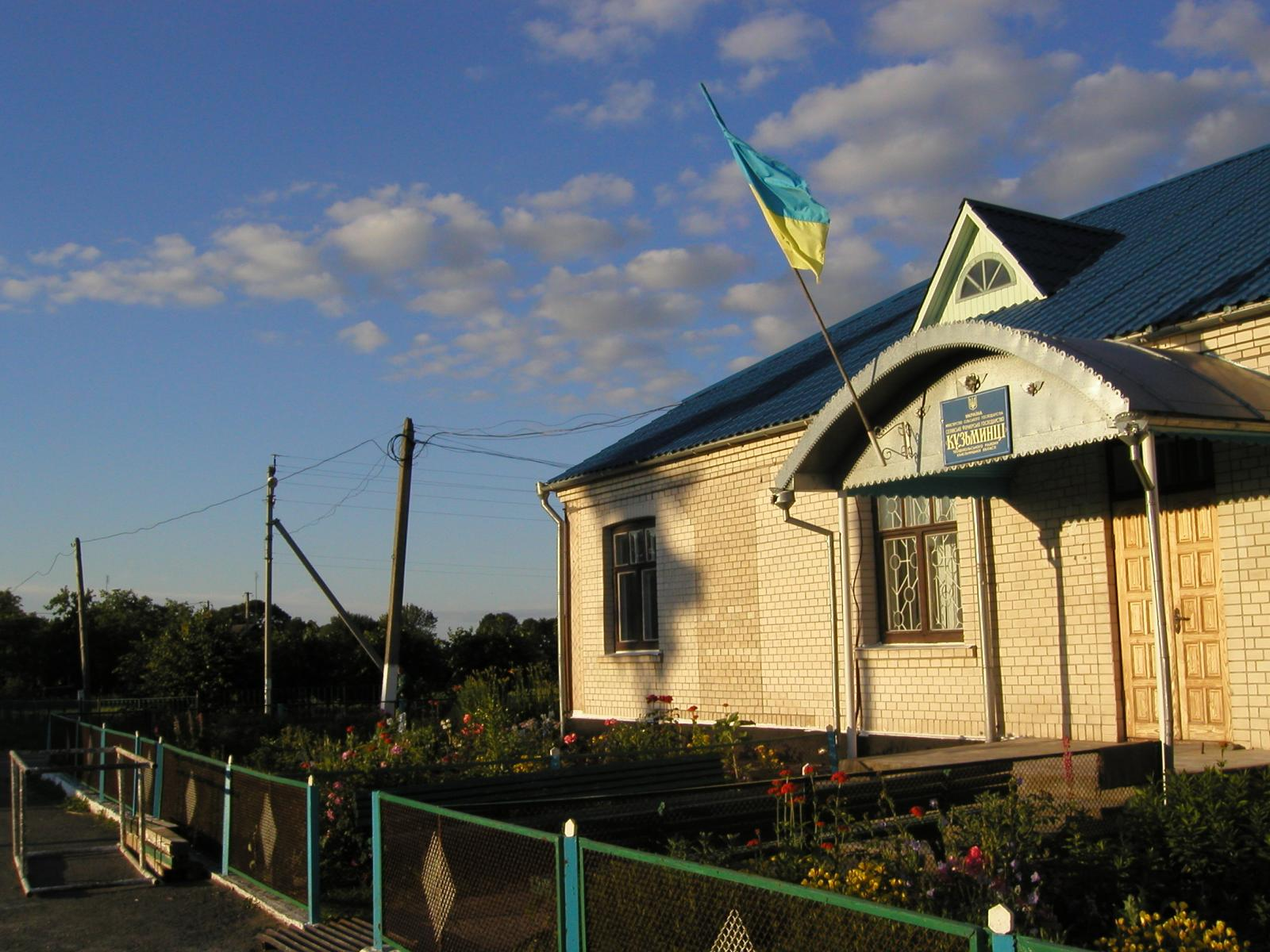
Фермерське господарство
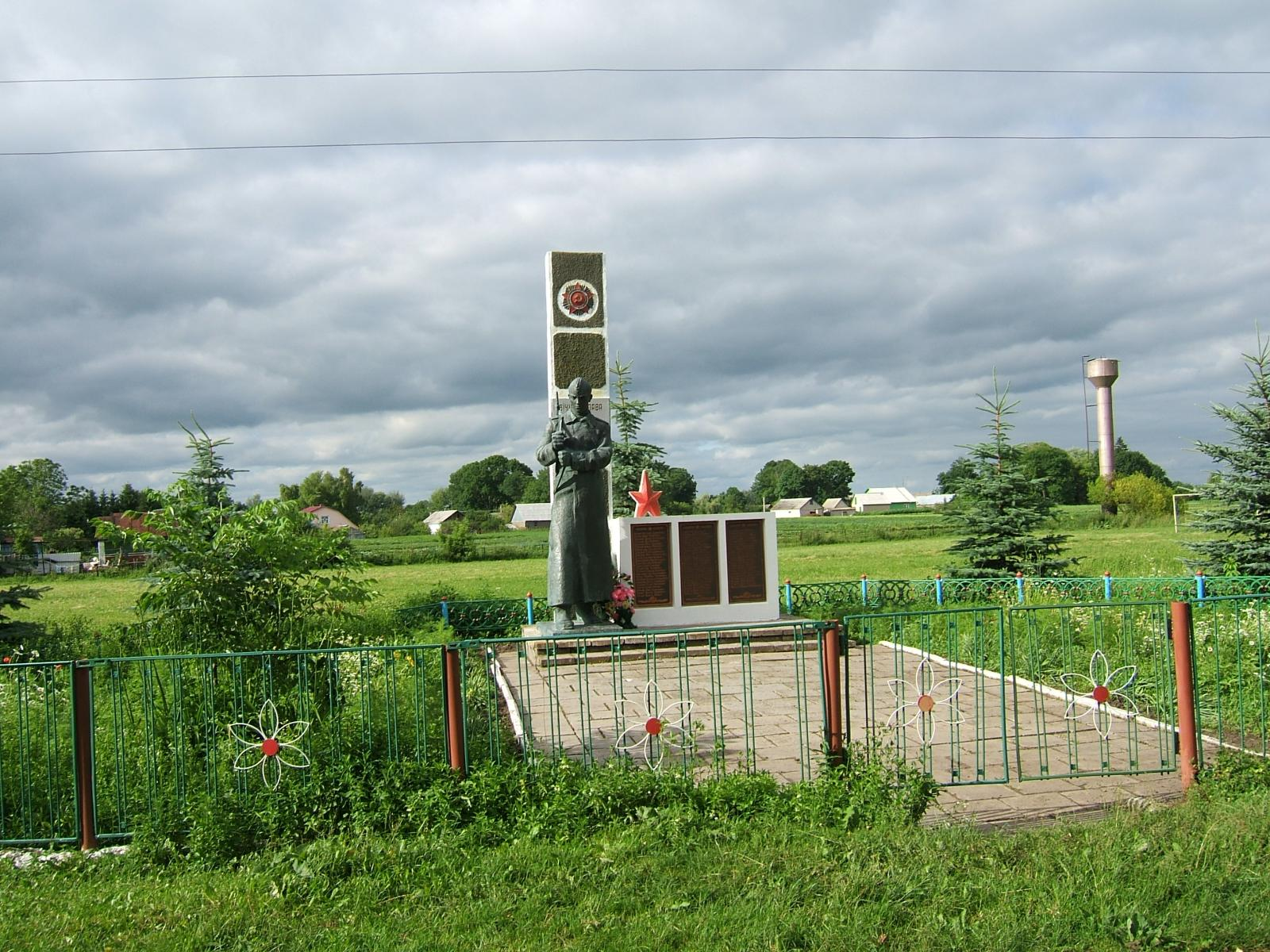
Пам'ятник загиблим воїнам
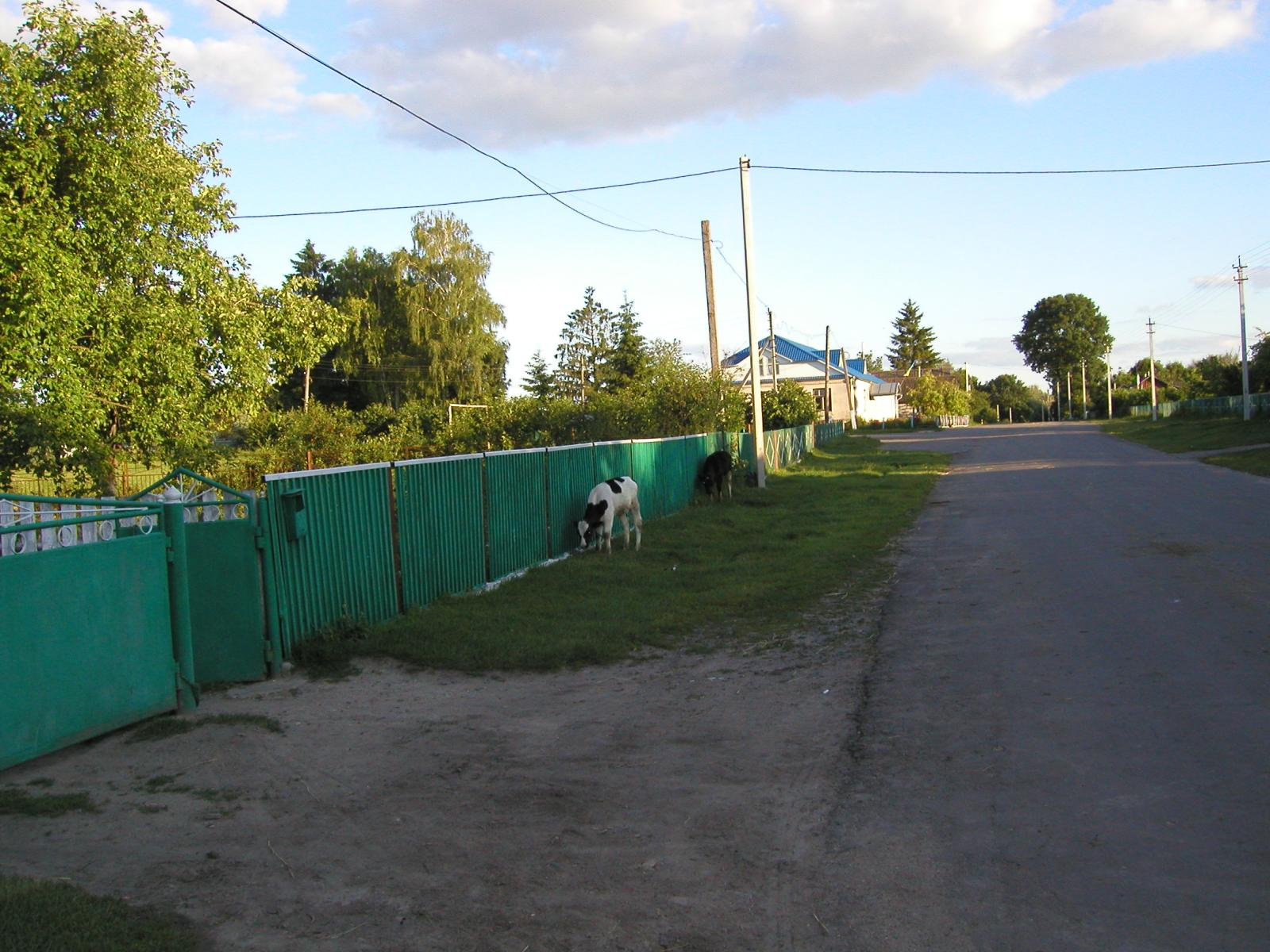
Одна з вулиць села